# هنري أوقستي
هنري أوقستي (بالفرنسية: Henri Auguste)‏ هو صائغ فضة فرنسي، ولد في 19 مارس 1759، وتوفي في 14 سبتمبر 1816.